# Liste der Kulturdenkmale in Reichenau (Landkreis Konstanz)
In der Liste der Kulturdenkmale in Reichenau sind Bau- und Kunstdenkmale in der Gemeinde Reichenau verzeichnet.
Im Folgenden werden nur die bereits festgestellten Denkmale aufgeführt.

## Allgemein
- Bild: Zeigt ein ausgewähltes Bild aus Commons, „Weitere Bilder“ verweist auf die Bilder im Medienarchiv Wikimedia Commons.
- Bezeichnung: Nennt den Namen, die Bezeichnung oder die Art des Kulturdenkmals.
- Lage: Straßenname und Hausnummer oder Flurstücknummer des Kulturdenkmals, gegebenenfalls auch den Ortsteil. Die Grundsortierung der Liste erfolgt nach dieser Adresse. Der Link (Karte) führt zu verschiedenen Kartendiensten mit der Position des Kulturdenkmals. Fehlt dieser Link, wurden die Koordinaten noch nicht eingetragen. Sind diese bekannt, können sie über ein Tool mit einer Kartenansicht einfach nachgetragen werden. In dieser Kartenansicht sind Kulturdenkmale ohne Koordinaten mit einem roten bzw. orangen Marker dargestellt und können durch Verschieben auf die richtige Position in der Karte mit Koordinaten versehen werden. Kulturdenkmale ohne Bild sind an einem blauen bzw. roten Marker erkennbar.
- Datierung: Baubeginn, Fertigstellung, Datum der Erstnennung oder grobe zeitliche Einordnung entsprechend des Eintrags in der zuständigen Denkmaldatenbank (Landesamt für Denkmalpflege Baden-Württemberg).
- Beschreibung: Kurzcharakteristik des Kulturdenkmals.

## Kulturdenkmale der Gemeinde Reichenau
| Bild           | Bezeichnung                                           | Lage                                                                            | Datierung | Beschreibung | ID |
| -------------- | ----------------------------------------------------- | ------------------------------------------------------------------------------- | --------- | ------------ | -- |
| Weitere Bilder | Ehem. Stiftskirche St. Peter und Paul                 | Eginostraße 12 (Karte)                                                          | 1080-1143 | Kirche       |    |
|                | Ehem. Benediktinerkloster                             | Burgstraße 2, 5, 7, 9, 11, Haitostraße 2, 4, 6, 8, Münsterplatz 2, 4, 6 (Karte) |           | Kloster      | BW |
|                | Hochwart                                              | Hochwart 3 (Karte)                                                              | 1838      | Lusthaus     |    |
| Weitere Bilder | Münster St. Maria und Markus                          | Münsterplatz 4 (Karte)                                                          | 1030-1048 | Kirche       |    |
| Weitere Bilder | Ehem. Stiftskirche St. Georg, heute kath. Pfarrkirche | Seestraße 2, 4 (Karte)                                                          |           | Stift        |    |